# Toltérodine
La toltérodine, vendue entre autres sous les noms de marque Detrol.

## Usage médical
Est un médicament utilisé pour traiter les mictions fréquentes, l'incontinence urinaire ou l'urgence urinaire . Les effets sont visibles en une heure. Le médicament est pris par voie orale .

## Effets secondaires
Les effets secondaires courants comprennent les maux de tête, la sécheresse de la bouche, la constipation et les vertiges. Les effets secondaires graves peuvent inclure l'œdème de Quincke, la rétention urinaire et l'allongement de l'intervalle QT . L'utilisation pendant la grossesse et l'allaitement n'est pas sûre,. Il agit en bloquant les récepteurs muscariniques dans la vessie, diminuant ainsi les contractions de la vessie.

## Histoire
La toltérodine a été approuvée pour un usage médical en 1998. Il est disponible en tant que médicament générique . Un mois d'approvisionnement coûte au NHS environ 2,09 livres sterling par mois à partir de 2019. Aux États-Unis, le prix de gros de ce montant est d'environ 37,16 dollars. En 2017, c'était le 229e médicament le plus couramment prescrit aux États-Unis, avec plus de deux millions d'ordonnances,.